# Diocesi di Aalborg
La diocesi di Aalborg (in danese: Aalborg Stift) è una diocesi della chiesa di Danimarca. La sede vescovile è presso la cattedrale di San Botulfo, ad Aalborg, nello Jutland settentrionale, Danimarca.

## Storia
La diocesi di Aalborg è stata costituita il 29 settembre del 1554, durante la Riforma al posto di un'antica diocesi con sede nelle vicinanze. Inizialmente la sede della diocesi locale, fondata nel XI secolo a Thisted, era l'abbazia di Børglum perciò denominata diocesi di Børglum, in seguito la sede fu spostata ad Aalborg, nella cattedrale di San Botulfo, assumendo il nome attuale.

## Vescovi di Aalborg
- Laurids Nielsen : 1554~1557
- Jørgen Mortensen Bornholm : 1557~1587
- Jacob Holm : 1587~1609
- Christen Hansen Riber : 1609~1642
- Anders Andersen Ringkjøbing : 1642~1668
- Morits Kønning : 1668~1672
- Mathias Foss : 1672~1683
- Henrik Bornemann : 1683~1693
- Jens Bircherod : 1693~1708
- Frands Thestrup : 1708~1735
- Christoffer Mumme : 1735~1737
- Broder Brorson : 1737~1778
- Christian Beverlin Studsgaard : 1778~1806
- Rasmus Jansen : 1806~1827
  - Vacant (1827~1833)
- Nikolai Fogtmann : 1833~1851
- Severin Claudius Wilken Bindesbøll :1851~1856
- Peter Kierkegaard : 1856~1876
- Peter Engel Lind : 1875~1888
- Vilhelm Carl Schousboe : 1888~1900
- Fredrik Nielsen : 1900~1905
- Christian Møller : 1905~1915
- Christian Ludwigs : 1915~1930
- Paul Oldenbourg : 1930~1940
- D. von Huth Smith : 1940~1950
- Erik Jensen : 1950~1970
- Henrik Christiansen : 1975~1991
- Søren Lodberg Hvas : 1991~2010
- Henning Toft Bro : 2010~2021
- Thomas Reinholdt Rasmussen : 2021